# Classis Flavia Moesica
Classis Flavia Moesica ("Frota Flávia da Mésia"), chamada também de Classis Moesica, era a frota imperial romana no baixo Danúbio, perto do mar Negro.

## História
A Classis Moesica foi criada em algum momento entre 20 a.C. e 10 d.C., com base em Novioduno, com o objetivo de controlar a região do baixo Danúbio, das Portas de Ferro até a porção noroeste do mar Negro (até a península da Crimeia). O cognome honorífico "Flavia", recebido por ela e pela Classis Pannonica, pode indicar uma reorganização estrutural por Vespasiano por volta de 75. Depois de Domiciano (85), passou a ser baseada em Sexaginta Prista. Depois que Trajano conquistou a Dácia, uma campanha para a qual a Classis Moesica deu suporte logístico, sua base voltou para Novioduno. A frota controlava também diversos portos secundários, como Novas, Esco e Tômis (moderna Constanta). A partir de 41, destacamentos da frota ficavam permanentemente na Crimeia e em Tiras.
| “ | Em uma série de províncias romanas, um rio era a fronteira do Império. Na Europa, este é o caso das províncias do Reno e do Danúbio. Sabemos de três frotas provinciais ali, as classis Germanica, Pannonica e a Moesica. Embora se possa inferir pelos seus nomes que a área de operação de cada uma era a província de nome correspondente, este não era o caso. Assim, os chamados "diplomas militares" claramente demonstram que as classis Pannonica e Moesica eram parte do exército da Panônia Inferior e da Mésia Inferior respectivamente. | ” |

A Classis Moesica existiu até o princípio do século V, quando foi assimilada pela marinha bizantina.

## Navios e tropas
Os navios utilizados pela Classis Moesica eram principalmente liburnianos, muito utilizado pelas frotas provinciais romanas, dos quais apenas dois nomes sobreviveram: "Armata" e "Sagita".
Na Cítia Menor, no final da Antiguidade Tardia, estavam soldados ("muscularii" — "musculus" significa "camundongo", o apelido de um pequeno navio) da II Herculia em "Inplateypegiis" e marinheiros (nauclarii) em Flaviana.

## 2
1. ↑  Webster & Elton (1998), pp. 162-165 (em inglês)
2. ↑  Webster & Elton (1998), p. 163
3. ↑  Roman Fleets
4. ↑  Map showing the "Classis Moesica" area
5. ↑  Notitia Dignitatum, Notitia Dignitatum, Pars Orient., XXXIX.